# Johann Georg Heck
Johann Georg Heck (* 1795 in Straßburg; † 20. November 1857 in Leipzig) war ein deutscher Verlagskaufmann, Lithograf, Kartograf, Geograf und Autor. Bekannt geworden ist er durch sein Werk Bilder-Atlas zum Conversations-Lexikon. Ikonographische Encyklopädie der Wissenschaften und Künste, das neben Meyer’s Universum zu den umfangreichsten deutschsprachigen Ansichtswerken des 19. Jahrhunderts zählt.

## Leben und Werk
Heck kam als Sohn von Johann Georg Heck senior und seiner Frau Maria Salome Höger in Straßburg zur Welt. Nach seinem Ausscheiden als Leiter der lithographischen Abteilung des vom Verleger Bartholomä Herder gegründeten Freiburger Kunstinstituts im Jahr 1828, war er ab 1830 als Angestellter einer deutsch-französischen Buchhandlung in Paris tätig. 1833 wurde er Geschäftsführer der neu eröffneten Pariser Filiale des Verlags Herder & Cie, die bis zur Aufgabe 1840 bestand. Im November 1834 heiratete er Johanna Herder (1803–1887), die Tochter von Bartholomä Herder.
1830 erschien das Werk Atlas géographique, astronomique et historique servant à l'intelligence de l'histoire ancienne, du moyen âge et moderne et à la lecture des voyages les plus recens, 1838 publizierte er mit Léon Plée den Atlas des familles. La France géographique, industrielle et historique. 
1844 begann er mit seinem zehnteiligen Werk Bilder-Atlas zum Conversations-Lexikon. Ikonographische Encyklopädie der Wissenschaften und Künste, das zwischen 1849 und 1851 in der Leipziger Zweigstelle des Verlagshauses F. A. Brockhaus als Ergänzung zum Conversations-Lexicon oder enzyklopädisches Handwörterbuch für gebildete Stände erschien. Die 500 Tafeln wurden im Stahlstich angefertigt, das Werk enthält insgesamt über 12000 Abbildungen. Im ersten Teil beschäftigte er sich mit Mathematik sowie Naturwissenschaften und publizierte u. a. die wissenschaftliche Erstbeschreibung zu den Dolchstichtauben (Gallicolumba), die er als Blutfleckige Tauben bezeichnete (Gallicolumba cruenta, heute Gallicolumba luzonica). Im zweiten Teil ging es um die Geographie, im dritten um Geschichte und Völkerkunde, im vierten um die Völkerkunde der Gegenwart, im fünften um das Kriegswesen, im sechsten um den Schiffsbau und das Seewesen, im siebten um die Geschichte der Baukunst, im achten um Religion und Cultus, im neunten um Schöne Künste und im zehnten um die Gewerbswissenschaft (Technologie). 1851 gab Spencer Fullerton Baird unter dem Titel Iconographic Encyclopedia of Science, Literature and Art eine englischsprachige Ausgabe in vier Bänden in den Vereinigten Staaten heraus. 
Heck veröffentlichte auch weitere Landkarten, so 1851 eine Karte von London und seiner Umgebung, 1852 eine Karte der Schweiz.

## Veröffentlichungen
- Atlas géographique, astronomique et historique, servant à l'intelligence de l'histoire ancienne, du moyen-âge et moderne. Engelmann, Paris 1830. Nouvelle édition Maillet, Paris 1842.
- Carte physique, statistique, administrative et routière du Département du Haut-Rhin (Haute Alsace), dressée par J. G. Heck, Paris 1831 (Digitalisat)[5].
- mit Léon Plée: Atlas des familles. La France géographique, industrielle et historique. Hachette, Paris 1838.
- Bilder-Atlas zum Conversations-Lexikon. Ikonographische Encyklopädie der Wissenschaften und Künste, entworfen und nach den vorzüglichsten Quellen bearbeitet von Johann Georg Heck. In zehn Abtheilungen. F. A. Brockhaus, Leipzig 1849–1851[6].
  - Iconographic Encyclopedia of Science, Literature and Art. Translated from the German, with additions, and edited by Spencer F. Baird. 4 Bände. Garrigue, New York 1851 (Digitalisate).
- J. G. Heck's neuester Plan von London und seinen Umgebungen, bearbeitet von G. Heck; gestochen unter seiner Leitung von R. Schmidt. Weber, Leipzig 1851 (Digitalisat).
- Illustrierte Reisekarte der Schweiz, bearbeitet von G. Heck; gestochen unter seiner Leitung bei Reinhold Schmidt. Weber, Leipzig 1852.